# Byssonectria
Byssonectria är ett släkte av svampar. Byssonectria ingår i familjen Pyronemataceae, ordningen skålsvampar, klassen Pezizomycetes, divisionen sporsäcksvampar och riket svampar.